# Koundara (prefectura)
Koundara es una prefectura de la región de Boké de Guinea, con una población censada en marzo de 2014 de 129 974 habitantes. Está formada por las siguientes subprefecturas, que igualmente se muestran con población censada en marzo de 2014:
- Guingan 14,293
- Kamaby 16,129
- Koundara 27,296
- Sambailo 15,667
- Saréboido 33,508
- Termesse 15,267
- Youkounkoun 7,814[1]

## División
- Guingan
- Kamaby
- Koundara
- Sambailo
- Saréboido
- Termesse
- Youkounkoun